# Camptonotus americanus
Camptonotus americanus is een rechtvleugelig insect uit de familie Gryllacrididae. De wetenschappelijke naam van deze soort is voor het eerst geldig gepubliceerd in 1915 door Bruner.